# Diogmites inclusus
Diogmites inclusus là một loài ruồi trong họ Asilidae. Diogmites inclusus được Walker miêu tả năm 1851.